# Rock Band 2
Rock Band 2 è un videogioco musicale sviluppato da Harmonix Music Systems e pubblicato da MTV Games che è uscito il 22 novembre 2008 su Xbox 360, quindi il 27 marzo 2009 su PlayStation 2 e PlayStation 3, ed è il successore del noto gioco Rock Band. Il lancio europeo della versione per Wii, dopo aver progressivamente accumulato quasi un anno di ritardo dalle prime date annunciate per la pubblicazione, è uscito il 9 ottobre 2009.

## Modalità di gioco
Il titolo, sulla base dei pareri espressi dai giocatori sul primo episodio, riprende e amplifica quanto di buono fatto con il capitolo d'esordio, offrendo nuove modalità e rifinendo la modalità "World Tour" (la classica carriera). Le modalità di gioco sono le seguenti:
- Partita Veloce: consente di fare una partita veloce ad un brano o ad una scaletta di brani, sia a scelta che con selezione casuale, sia da soli che con più giocatori, sia in locale che online. Questa modalità permette anche di giocare le due modalità riproposte dal precedente capitolo: la Prova di forza, dove due giocatori si alternano sullo stesso brano, e il Duello a punti dove i due giocatori si sfidano suonando il brano per intero
- World Tour: la modalità che sicuramente ha avuto più variazioni: tanto per cominciare la carriera è affrontabile tanto singolarmente quanto in multigiocatore e sia in locale che online (mentre nel primo capitolo c'era una carriera per il singolo giocatore e una per il multigiocatore che, peraltro, non era possibile fare online ma solo in locale), ponendo così fine alla carriera "classica" a là Guitar Hero, cioè quella strutturata a blocchi di canzoni di difficoltà crescente; in secondo luogo la carriera è composta da più eventi grazie anche all'inserimento nel Tour stesso di più eventi legati alla scelta casuale dei brani, in modo da poter integrare maggiormente le canzoni acquistate online nella carriera. Oltre a questo la modalità World Tour implementa anche due nuove modalità di gioco, ovvero la modalità Accetta la sfida e la modalità Battaglia delle band: la prima consiste in una serie di scalette di difficoltà crescente mentre la seconda consiste in una serie di sfide online. La caratteristica distintiva di queste modalità è che si aggiornano continuamente mano a mano che vengono pubblicate nuove canzoni sullo store online del gioco, andando di fatto ad aggiungere nuove sfide e nuove battaglie ad ogni pacchetto che viene pubblicato settimanalmente.
- Allenamento: oltre ai soliti tutorial e alla modalità Pratica con cui allenarsi su parti specifiche di singoli brani impostando una velocità scalabile, viene riproposta in questa sede il Trainer di batteria, ovvero una serie di esercizi per i batteristi per migliorare la propria coordinazione con il controller-strumento.

## Compatibilità con altri titoli
Le tre case costruttrici dei tre giochi Guitar Hero World Tour, Rock Band 2 e Rock Revolution hanno stretto un accordo per il quale gli strumenti dei tre giochi saranno compatibili tra loro e di conseguenza ogni bundle può essere utilizzato con ogni gioco. Attualmente l'accordo è stato stipulato in concordanza con Sony e Microsoft quindi la compatibilità è certa per le versioni Xbox 360, PlayStation 3 e PlayStation 2 mentre per la versione Wii ancora non si sa nulla.
Il gioco supporta anche il nuovo microfono ideato da Microsoft per l'Xbox 360 dedicato specificatamente ai giochi musicali.

## Modalità di gioco
Lo scopo del gioco per chitarrista e batterista (virtuali) ricalca fedelmente la formula di Guitar Hero, ed è quello di suonare a tempo le note a schermo, premendo il tasto del colore corrispondente all'icona e, eventualmente, plettrando: ogni nota suonata correttamente dà un certo ammontare di punti. Diverso è il discorso per il cantante, che deve invece mantenere l'intonazione richiesta: più è preciso più punti riceverà.

## Tracklist

### Tracklist del gioco
Qua di seguito sono elencati i brani della tracklist del gioco; tutti i brani sono in versione originale.
1960
- Spirit in the Sky - Norman Greenbaum
- Pinball Wizard - The Who

1970
- Let There Be Rock - AC/DC
- Shooting Star - Bad Company
- One Way or Another - Blondie
- Tangled Up in Blue - Bob Dylan
- Hello There - Cheap Trick
- Pump It Up - Elvis Costello
- Go Your Own Way - Fleetwood Mac
- Aqualung - Jethro Tull
- Any Way You Want It - Journey
- Carry on Wayward Son - Kansas
- The Trees - Rush
- Cool for Cats - Squeeze
- Bodhitsattva - Steely Dan
- Rock'N Me - Steve Miller
- Psycho Killer - Talking Heads
- Ramblin' Man - The Allman Brothers Band
- American Woman - The Guess Who

1980
- So What'cha Want - Beastie Boys
- White Wedding - Billy Idol
- Livin' on a Prayer - Bon Jovi
- Uncontrollable Urge - Devo
- Hungry like the Wolf - Duran Duran
- Alabama Getaway - Grateful Dead
- Mountain Song - Jane's Addiction
- Bad Reputation - Joan Jett
- Peace Sells - Megadeth
- Battery - Metallica
- Ace of Spades - Motörhead
- Round and Round - Ratt
- Teenage Riot - Sonic Youth
- Eye of the Tiger - Survivor
- We Got the Beat - The Go-Go's
- Alex Chilton - The Replacements

1990
- You Oughta Know - Alanis Morissette
- Man in the Box - Alice in Chains
- Rebel Girl - Bikini Kill
- Feel the Pain - Dinosaur Jr.
- Everlong - Foo Fighters
- Painkiller - Judas Priest
- Pretend We're Dead - L7
- My Own Worst Enemy - Lit
- De-Luxe - Lush
- Where'd You Go - The Mighty Mighty Bosstones
- Drain You - Nirvana
- Come Out and Play - The Offspring
- Alive - Pearl Jam
- Lump - The Presidents of the United States of America
- Testify - Rage Against the Machine
- Give It Away - Red Hot Chili Peppers
- Today - The Smashing Pumpkins
- I Was Wrong - Social Distortion
- Spoonman - Soundgarden
- Souls of Black - Testament
- Kids in America - The Muffs

2000
- Girl's Not Grey - AFI
- Almost Easy - Avenged Sevenfold
- E-Pro - Beck
- Down with the Sickness - Disturbed
- Panic Attack - Dream Theater
- Shackler's Revenge - Guns N' Roses
- PDA - Interpol
- The Middle - Jimmy Eat World
- Our Truth - Lacuna Coil
- One Step Closer - Linkin Park
- Colony of Birchmen - Mastodon
- Float On - Modest Mouse
- Nine in the Afternoon - Panic! at the Disco
- That's What You Get - Paramore
- Give It All - Rise Against
- Lazy Eye - Silversun Pickups
- Chop Suey! - System of a Down
- Master Exploder - Tenacious D
- New Kid In School - The Donnas

Brani bonus
- Visions - Abnormality
- Get Clean - Anarchy Club
- Night Lies - Bang Camaro
- Conventional Lover - Speck
- Rob the Prez-O-Dent - That Handsome Devil
- Showlder to the Plow - The Breaking Wheel
- Neighborhood - The Libyans
- A Jagged Gorgeous Winter - The Main Drag
- Supreme Girl - The Sterns

### Canzoni aggiuntive scaricabili
Alle canzoni della tracklist si possono eventualmente aggiungere dei brani resi disponibili per il download per le versioni Xbox 360, PlayStation 3 e (per la prima volta nella saga) Wii, acquistabili con i rispettivi metodi di pagamento: Microsoft Points, carta di credito (specifiche valute virtuali sono disponibili per il solo mercato asiatico) e Wii Points.
I prezzi possono variare a seconda del pezzo scelto, delle promozioni in corso o anche della singola piattaforma in esame.
Varie offerte sono disponibili all'interno dello store: alcuni brani sono gratuiti, altri ancora sono assortiti in pacchetti scontati; le promozioni possono variare nel tempo.
Il negozio online è uno unico che supporta entrambi i titoli principali della serie, il che vuol dire che i brani che ci si acquisteranno saranno utilizzabili sia con il primo che con il secondo capitolo.
Online è possibile comprare una chiave che permette di importare le canzoni del primo Rock Band nel seguito ad eccezione di quattro canzoni di cui Harmonix non detiene più i diritti:
- Enter Sandman - Metallica
- Paranoid (cover) - Black Sabbath
- Monsoon (esclusiva europea) - Tokio Hotel
- Run to the Hills (cover) - Iron Maiden

L'importazione dei brani è un'opzione disponibile per ciascuna delle espansioni su disco, quali AC/DC Live: Rock Band e Rock Band Track Pack Volume 2.
La versione Wii non presenta alcuna interconnessione tra Rock Band, Rock Band 2 e relative espansioni a causa dell'assenza delle funzionalità online nel primo capitolo e dei limiti imposti dall'assenza di un hard disk: la necessità di apportare delle patch e di salvare e riprodurre i dati di ampie tracklist trova infatti nell'interfaccia SD una soluzione inadempiente.
Nonostante l'annunciato supporto al nuovo standard SDHC, Harmonix non si è mai pronunciata sulla futura integrazione di queste opzioni.

### Rock Band Network
Il Rock Band Network è un nuovo negozio online di Rock Band che è stato avviato in forma di beta nel settembre 2009 ma è stato aperto ufficialmente nel marzo 2010 e consiste in una rete di sviluppatori freelance che converte canzoni per il gioco in brani suonabili, dietro un pagamento variabile a seconda della fama del gruppo. Questo secondo store online è stato aperto per poter pubblicare più "musica giocabile" di quanto attualmente non permetta di fare il solo Music Store di Rock Band 2. La caratteristica distintiva di questa "piattaforma nella piattaforma" è il fatto che qualunque gruppo può sottoporre la propria musica per questo store online di Rock Band 2. A "fare da filtro" ci pensa il costo dell'operazione, visto che un singolo minuto di musica caricata costerà alle band 500$.
Questo progetto è in sviluppo unicamente su Xbox 360 in quanto l'unica comunità di sviluppatori indipendenti abbastanza grossa da poter supportare questo progetto è la Community Games che già attivamente sviluppa videogiochi indie per la piattaforma Microsoft. Gli appassionati della community di Rock Band si sono quindi riuniti in un gruppo denominato Rhythm Authors capitanati da Joseph Cirri, fondatore di ScoreHero (la più grande community di giocatori di Guitar Hero e Rock Band del mondo) e iniziare a convertire le canzoni in brani giocabili.
Le canzoni che vengono pubblicate su Xbox 360 vengono poi portate anche su PlayStation 3; fin dal lancio sono state numerose le band che hanno fornito il loro supporto: si passa da gruppi underground a gruppi famosi come i Marillion passando per i gruppi interni della stessa Harmonix che in passato sono apparsi sia nel primo Rock Band che nei primi capitoli di Guitar Hero.